# El espectro de la guerra
El espectro de la guerra és una pel·lícula dramàtica nicaragüenca de 1988 dirigida per Ramiro Lacayo- Deshon. La pel·lícula va ser seleccionada com a l'entrada de Nicaragua per la Millor pel·lícula en llengua estrangera als Premis Oscar de 1988, però no va ser acceptada com a nominada.

## Argument
Es tracta d'un musical sobre la revolució sandinista, mostrant com el jove Reynaldo, un afronicaraguenc procedent de la Costa Atlàntica intenta triomfar com a ballarí a Managua, malgrat ser cridat a files i ser ferit en combat.

## Repartiment
- Elmer Macfield com a Reynaldo
- Alenka Díaz com a María
- Manuel Poveda com a Miguel
- Pilar Aguirre com a àvia
- Carlos Alemán Ocampo com a Don Teófilo